# Meridià 50 a l'oest
El meridià 50 a l'oest de Greenwich és una línia de longitud que s'estén des del pol Nord travessant l'oceà Àrtic, Groenlàndia, Amèrica del Sud, l'oceà Atlàntic, l'oceà Antàrtic, i l'Antàrtida fins al pol Sud.
El meridià 50 a l'oest forma un cercle màxim amb el meridià 130 a l'est. Com tots els altres meridians, la seva longitud correspon a una semicircumferència terrestre, uns 20.003,932 km. Al nivell de l'Equador, és a una distància del meridià de Greenwich de 5.566 km.

## De Pol a Pol
Començant en el pol Nord i dirigint-se cap al pol Sud, aquest meridià travessa:
| Coordenades                             | País, territori o mar | Notes |
| --------------------------------------- | --------------------- | --- |
| 90° 0′ N, 50° 0′ O / 90.000°N,50.000°O  | Oceà Àrtic            | |
| 83° 40′ N, 50° 0′ O / 83.667°N,50.000°O | Mar de Lincoln        | |
| 82° 48′ N, 50° 0′ O / 82.800°N,50.000°O | Groenlàndia           | |
| 82° 46′ N, 50° 0′ O / 82.767°N,50.000°O | Mar de Lincoln        | |
| 82° 31′ N, 50° 0′ O / 82.517°N,50.000°O | Groenlàndia           | |
| 82° 1′ N, 50° 0′ O / 82.017°N,50.000°O  | Fiord Sherard Osborn  | |
| 81° 53′ N, 50° 0′ O / 81.883°N,50.000°O | Groenlàndia           | |
| 62° 18′ S, 50° 0′ O / 62.300°S,50.000°O | Oceà Atlàntic         | |
| 1° 42′ N, 50° 0′ O / 1.700°N,50.000°O   | Brasil                | Amapá — continent i l'illa de Bailique |
| 0° 56′ N, 50° 0′ O / 0.933°N,50.000°O   | Oceà Atlàntic         | Boca del riu Amazones |
| 0° 18′ N, 50° 0′ O / 0.300°N,50.000°O   | Brasil                | Pará — illes de Caviana i Marajó, i el continent estat de Tocantins — des de 9° 15′ S, 50° 0′ O / 9.250°S,50.000°O estat de Goiás — des de 13° 3′ S, 50° 0′ O / 13.050°S,50.000°O Minas Gerais — des de 18° 36′ S, 50° 0′ O / 18.600°S,50.000°O São Paulo — des de 19° 56′ S, 50° 0′ O / 19.933°S,50.000°O Paraná — des de 22° 55′ S, 50° 0′ O / 22.917°S,50.000°O Santa Catarina — des de 26° 1′ S, 50° 0′ O / 26.017°S,50.000°O Rio Grande do Sul — des de 28° 27′ S, 50° 0′ O / 28.450°S,50.000°O Santa Catarina — per uns 11 km des de 29° 8′ S, 50° 0′ O / 29.133°S,50.000°O Rio Grande do Sul — des de 29° 13′ S, 50° 0′ O / 29.217°S,50.000°O |
| 29° 44′ S, 50° 0′ O / 29.733°S,50.000°O | Oceà Atlàntic         | |
| 60° 0′ S, 50° 0′ O / 60.000°S,50.000°O  | Oceà Antàrtic         | |
| 77° 12′ S, 50° 0′ O / 77.200°S,50.000°O | Antàrtida             | Antàrtida Argentina, reclamat per Argentina · Territori Antàrtic Britànic, reclamat per Regne Unit |